# Строгино (пляжный футбольный клуб)
«Строгино́» — российский пляжный футбольный клуб из Москвы, основанный в 2006 году. Выступает в чемпионате России.

## История

### 2006 год
В начале 2006 года на базе физкультурно-спортивного центра «Строгино» (стадион «Янтарь») при поддержке Префектуры СЗАО была построена первая специализированная площадка для пляжного футбола. Мини-футбольная команда «Леман-Пайп» стала базой новой команды. За годы выступлений команда «Строгино» становилась победителем и призёром многих городских, всероссийских и международных соревнований и одно время являлась базовой командой для формирования сборной России.
В 2006 году на первом для себя чемпионате России, который проходил с 14 по 23 октября в Сочи, «Строгино» одержало уверенную победу в группе, выиграв все три поединка с разницей мячей 21-4. Дойдя до финала, команда уступила лишь в серии пенальти, заняв итоговое второе место.

### 2007 год
В 2007 году финальный турнир чемпионата России также проходил в Сочи, с 17 по 23 сентября. Команда повторила прошлогодний успех и заняла первое место в группе. Обыграв «Спутник» и «Дельту» в матчах 1/4 и 1/2 финала с общим счетом 9:1, в финале, в напряженной игре, уступила со счетом 2:3 и стала по итогам сезона второй.

### 2008 год
В 2008 году в финальном турнире чемпионата России, «Строгино» обыграл всех соперников на пути к финалу. В заключительном матче со счетом 4:3 была переиграна команда «Дельта». «Строгино» впервые стало чемпионом России. В этом же году, в Анапе, был проведен кубок России, в котором приняли участие восемь лучших команд по итогам чемпионата России 2007 года. Турнир, длившийся три первых майских дня, вместил в себя три победы строгинцев. Последовательно были обыграны «Мир-Комвик» (6:1), «TIM» (4:3) и «IBS» (3:2).

### 2009 год
В чемпионате России 2009, который по традиции проходил в Сочи с 24 сентября по 4 октября команда стала лучшей среди 14 команд, в финале переиграв «IBS». В розыгрыше Кубка России, обыграв в финальном матче саратовскую «Дельту», «Строгино» второй раз сделало «золотой дубль». В этом году был проведен чемпионат Москвы, где в заключительной игре «Строгино» переиграл «Балтику» — 9:6.
«Строгино» в 2008 и 2009 году был базовым клубом для комплектования сборной России по пляжному футболу — 9 человек клуба являлись игроками национальной команды.

### 2010 год
В 2010 году практически все лидеры нашли для себя новые вызовы в карьере. Молодая команда, ведомая Еремеевым, Струтынским, Заикиным приняла участие во всех финальных матчах сезона. В решающем матче чемпионата России строгинцы лишь в серии пенальти уступили «Локомотиву». В чемпионате Москвы команда после пяти этапов делила с «Локомотивом» первое место и по итогам суперфинала заняла второе место. В кубке России «Строгино» заняло четвёртое место. Егор Еремеев стал лучшем бомбардиром.

### 2011 год
Чемпионат России 2011 проходил в два этапа, после чего следовал суперфинал. Команда выиграла первый этап, второй остался за «Локомотивом». В финальном матче суперфинала «Строгино» уступило «Локомотиву» и второй раз подряд стало серебряной. В кубке России команда также оказалась второй.

### 2012 год
2012 год принес «бронзу» в розыгрыше как чемпионата России, так и чемпионата Москвы.

### 2013 год
2013 год принес команде второе место в розыгрыше чемпионата Москвы. Егор Еремеев в составе сборной России стал двукратным чемпионом мира.

### 2014 год
В 2014 году команда уступила в полуфинальной серии чемпионата России «Кристаллу» СПб, но в матче за третье место одолела «Локомотив» и завоевала бронзовые медали турнира. В Кубке России команда дошла до полуфинала, но матч за третье место был проигран московскому «Динамо».

### 2015 год
В связи со сложной экономической ситуацией в стране «Строгино» перед началом сезона, решило перестроить клуб, сделав основной упор на большой футбол. В связи с этим в начале года клуб покинули Егор Еремеев, а также украинские легионеры Игорь Борсук и Андрей Борсук.

## Достижения
Чемпионат России
- Чемпион (2): 2008, 2009
- Серебряный призёр (4): 2006, 2007, 2010, 2011
- Бронзовый призёр (2): 2012, 2014

Кубок России
- Победитель (2): 2008, 2009
- Финалист (1): 2011
- Бронзовый призёр (1): 2015